# Колесник Богдан Богданович
Богдан Богданович Колесник (16 липня 1987, Кривий Ріг, Дніпропетровська область, УРСР — 23 грудня 2023, Україна) — український актор театру та кіно.

## Життєпис
Народився 16 липня 1987 року у Кривому Розі.
Випускник театрального відділення Дніпропетровського фахового мистецько-художнього коледжу культури, закінчив Київський театральний університет ім. Івана Карпенка-Карого. Працював у театрах «Біла Ворона», «Особистості», Українському сучасному театрі, Луганському музично-драматичному театрі. Знімався у телевізійних серіалах («СуперКопи», «Опер за викликом», «Топтун», «Маестро», «Виходьте без дзвінка»).
Був одружений, виховував доньку.

### Захист України від російського вторгнення
З початком повномасштабного російського вторгнення в Україну був у підрозділі тероборони, після чого вирушив на передову.
Загинув у віці 36 років 23 грудня 2023 року.

## Робота в театрі
- Театр «Біла Ворона» (Київ)
- Театр «Особистості» (Київ)
- Луганський обласний академічний український музично-драматичний театр
- Український сучасний театр

## Фільмографія
- 2013 — «Чорні кішки» (т/с) — Лом, злочинець
- 2016 — «Маестро» (т/с) — напарник далекобійника
- 2016 — «СуперКопи» (т/с)
- 2018 — «Опер за викликом» (т/с)
- 2018 — «Виходьте без дзвінка» (т/с)
- 2020 — «Бюро легенд» (т/с, 5-й сезон) — охоронець
- 2021 — «Топтун»